# Манагуа (напитка)
 Тази статия е за напитката.  За столицата на Никарагуа вижте Манагуа.  
Манагуа е напитка от прясно мляко, варено с прибавена в него марихуана, под формата на листа, смола, дори хашиш.
Основната активна съставка в марихуаната -Δ9THC – делта-9-тетрахидроканабинол – е мастно разтворима и не се разтваря във вода, но се разтваря много добре в мляко. При варене съставката THC променя своят молекулярен състав, и от делта-9-THC (което означава 9 молекули THC) се превръща в делта-11-THC, т.е. се добавят още 2 молекули.
За по-пълно извличане на активните съставки се препоръчва по-дълго варене – 2-3 часа.
Потребителите на Cannabis sativa предпочитат манагуата поради няколко причини – ефектът от манагуа е много по-дълготраен – от 5-6 часа до дни, и по-силен. Също така манагуа може да се приготви и от прясно набрани растения, които иначе биха били трудни за непосредствена употреба.